# Denizli (tỉnh)
Denizli là một tỉnh của Thổ Nhĩ Kỳ, ở phía tây Anatolia, trên khu vực bờ biển Aegea. Các tỉnh giáp ranh là: Uşak về phía bắc, Burdur, Isparta, Afyon về hướng đông, Aydın, Manisa về hướng tây và Muğla về hướng bắc. Diện tích tỉnh này là 11.868 km², dân số 882.938 người. Tỉnh lỵ là thành phố Denizli.

## Các huyện
Tỉnh Denizli được chia thành 19 huyện (tỉnh lỵ bôi đậm):
| - Acıpayam - Akköy - Babadağ - Baklan - Bekilli - Beyağaç - Bozkurt - Buldan - Çal - Çameli | - Çardak - Çivril - Denizli - Güney - Honaz - Kale - Sarayköy - Serinhisar - Tavas |

## Địa lý
Khoảng 28-30% là đồng bằng, 25% là cao nguyên và 47% lòa núi non. Với độ cao 2571m, núi Honaz là nơi cao nhất tỉnh. Hồ lớn nhất tỉnh này là Acıgöl. Có một suối nước nóng ở phía tây Sarayköy, tại đầu nguồn sông Menderes, ngoài ra còn có suối nước nóng khác ở Kizildere.